# 대곶면
대곶면(大串面)은 대한민국 경기도 김포시의 면이다.

## 법정리
- 거물대리(巨物垈里)
- 대능리(大陵里)
- 대명리(大明里)
- 대벽리(大碧里)
- 상마리(上馬里)
- 석정리(石井里)
- 송마리(松麻里)
- 쇄암리(碎岩里)
- 신안리(新雁里)
- 약암리(藥岩里)
- 오니산리(吾尼山里)
- 율생리(栗生里)
- 초원지리(草元芝里)

## 연혁
- 고구려 시대: 수이홀(首爾忽)
- 신라 경덕왕: 수성현(戍城縣)
- 고려 시대: 수안현(守安縣)
- 조선 시대: 통진현 → 통진 도호부 대파면(大坡面), 고리곶면(古里串面)
호구총수(1789)에서는 대파면에 모정리, 종생리, 도마산리, 적암리, 약산리, 대촌리, 벽정리, 어모로리, 능동리, 삭시리, 대파리, 오리산리, 거물대리, 밀물리, 초원지리; 고리곶면에 송아리, 산척산리, 대명촌리, 하신리, 상신리, 마당포리, 송산리, 석정리, 쇄암리와 같은 지명이 등장하고 있다.
- 1912년 7월 17일: 아래와 같이 동리 명칭을 개정하였다.[1]

| 고시 제28호     |                                                                          |                 |
| 구 행정구역     | 구 행정구역                                                              | 신 행정구역     |
| 통진군 고리곶면 | 마당포(麻唐浦), 송아리(松牙里)                                           | 고리곶면 송마리 |
| 통진군 고리곶면 | 대명촌(大明村)                                                           | 고리곶면 대명리 |
| 통진군 고리곶면 | 상신리(上新里), 안행동(雁行洞)                                           | 고리곶면 신안리 |
| 통진군 대파면   | 대파리(大坡里), 능동(陵洞), 어모로리(漁毛老里) 일부, 벽정리(碧井里) 일부 | 대파면 대능리   |
| 통진군 대파면   | 오니산리(吾尼山里)                                                       | 대파면 오니산리 |
| 통진군 대파면   | 어모로리 일부, 벽정리 일부, 도마산리(陶馬山里) 일부, 대촌리(大村里) 일부 | 대파면 대벽리   |
| 통진군 대파면   | 도마산리 일부, 대촌리 일부, 상적암리(上赤岩里)                           | 대파면 상마리   |
| 통진군 대파면   | 하적암리(下赤岩里), 약산리(藥山里)                                       | 대파면 약암리   |
| 통진군 대파면   | 모정리(牟井里), 율촌(栗村), 종생리(終生里)                               | 대파면 율생리   |
- 존치: 고리곶면 쇄암리, 석정리, 대파면 거물대리, 초원지리; 이관: 대파면 삭시리 - 상곶면 학운리
- 1914년 4월 1일	통진군 대파면(大坡面), 고리곶면(古里串面), 반이촌면(半伊村面) 가현리를 대곶면으로 합면하였다.[2] (14리)
- 1983년 2월 13일 행정구역 개편에 따라 가현리가 통진면에 편입
- 1983년 4월 1일	행정구역조정으로 36개리로 개편
- 1989년 7월 1일	행정구역조정으로 행정리인 대명3리를 분리 37개리로 개편
- 2005년 6월 17일 율생5리 신설로 38개리 조정

## 교육
- 대곶초등학교
- 김포대명초등학교
- 수남초등학교
- 대곶중학교
- 석정초등학교

## 문화재
- 김포 수안산성 - 율생리 소재, 경기도 기념물 제159호

## 교통
- 대명항